# Большое Белое (озеро, Петропавловск)
Большое Белое (Белое; каз. Большое Белое) — озеро в черте города Петропавловск Северо-Казахстанской области Казахстана. Находится на северо-восточной окраине города вблизи села Белое Кызылжарского района.
По данным топографической съёмки 1940-х годов, площадь поверхности озера составляет 10,03 км². Наибольшая длина озера — 4,5 км, наибольшая ширина — 3,2 км. Длина береговой линии составляет 15,5 км, развитие береговой линии — 1,35. Озеро расположено на высоте 128,9 м над уровнем моря. Питание снеговое и дождевое. Замерзает в ноябре, вскрывается в апреле-мае.